# Lucio Laberio Máximo
Lucio Laberio Máximo  fue un político, gobernador y prefecto romano que vivió en el siglo I.

## Orígenes
Hijo de Lucio Laberio Máximo, edil de Lanuvio en 42-43, bajo el emperador Claudio, que debió adquirir la fortuna precisa para que su hijo recibiese el anillo ecuestre e ingresara en el segundo escalafón de la sociedad romana como caballero romano.

## Carrera pública
Su primer cargo conocido fue el de procurador en Judea en 71 a las órdenes del legado Sexto Lucilio Basso y de Tito y su padre el emperador Vespasiano al final de la Guerra Judía. Terminado dicho conflicto, fue nombrado en Roma procurador del anfiteatro Flavio, el Coliseo, para supervisar las obras y, al inaugurarlo bajo Tito en 80, organizar cómo debían sentarse los senadores, entre ellos los miembros de la cofradía de los Hermanos Arvales, para ser nobrado al año siguiente prefecto de la Annona, encargado del suministro de cereal para la Urbe.
Ya bajo Domiciano, fue Prefecto de la provincia de Egipto en el año 83 y al año siguiente fue promovido a prefecto del pretorio, en el año 84, ocupando este cargo hasta 92, cuando fue sucedido por Casperio Eliano. 

## Descendencia
Su hijo, llamado Manio Laberio Máximo fue un importante senador y militar romano durante los reinados de los emperadores Domiciano y Trajano.